# پتر مادیار
پتر مادیار (مجاری: Magyar Péter؛ زادهٔ ۱۶ مارس ۱۹۸۱) وکیل و سیاستمدار مجارستانی است که در سال ۲۰۲۴ به عنوان عضو پارلمان اروپا انتخاب شد. از سال ۲۰۲۴، او عضو و همچنین رئیس فعلی حزب تیسا (احترام و آزادی)، بزرگ‌ترین حزب مخالف مجارستان، بوده است. به همین دلیل، انتظار می‌رود که او رقیب و چالشگر اصلی ویکتور اوربان در انتخابات پارلمانی ۲۰۲۶ در مجارستان باشد.
مادیار، عضو سابق حزب حاکم مجارستان، فیدس، و همسر سابق وزیر دادگستری سابق، در فوریه ۲۰۲۴ بعد از رسوایی عفو ریاست جمهوری کاتالین نواک توجه سراسر کشور را به خود جلب کرد، زمانی که پس از ابراز نارضایتی عمیق از نحوه اداره کشور توسط فیدس، علناً استعفای خود را از تمام مناصب دولتی اعلام کرد.
در ۱۵ مارس ۲۰۲۴، او تمایل خود را برای تشکیل یک بستر سیاسی جدید برای شهروندانی که از دولت و اپوزیسیون مستقر ناراضی هستند، اعلام کرد. او حزب سابقاً ناشناخته «احترام و آزادی» (مجاری: Tisztelet és Szabadság) را به دست گرفت و به برجسته‌ترین رهبر اپوزیسیون تبدیل شد و در انتخابات پارلمانی اروپا در سال ۲۰۲۴ شرکت کرد. حزب او با کسب تقریباً ۳۰٪ آرا، پس از فیدس در جایگاه دوم قرار گرفت که بالاترین تعداد و درصد آرا توسط هر حزب غیر فیدس از سال ۲۰۰۶ است. او خود را یک منتقد طرفدار اروپا و یک لیبرال محافظه‌کار معرفی می‌کند.

## حرفه سیاسی

### فیدس
پیش از ورود به سیاست در شعبه محلی فیدس، که در آن زمان یک حزب مخالف بود، مادیار نمایندگی حقوقی رایگان ارائه می‌داد و همچنین در کمک به فعالان ضد دولتی در جریان اعتراضات سال ۲۰۰۶ در مجارستان شرکت داشت. نقش اولیه او در فیدس به شیوه‌های مختلف به عنوان «یک فرد قدرتمند داخلی» و «مقام سابق» توصیف شده است. پس از آنکه فیدس در انتخابات پارلمانی مجارستان در سال ۲۰۱۰ به قدرت رسید، به عنوان یک مقام رسمی در وزارت امور خارجه مجارستان منصوب شد. یک سال بعد، همزمان با ریاست مجارستان بر اتحادیه اروپا، او به نمایندگی دائم مجارستان در اتحادیه اروپا پیوست. در سال ۲۰۱۵، او در دفتر نخست‌وزیری مشغول به کار شد. در سپتامبر ۲۰۱۸، او مدیریت اداره حقوقی اتحادیه اروپا در بانک دولتی ام‌بی‌اچ را بر عهده گرفت. بین سال‌های ۲۰۱۹ تا ۲۰۲۲، او رئیس مرکز وام دانشجویی بانک ام‌بی‌اچ بود.

### ترک فیدس
مادیار اولین بار به خاطر انتقادش از سیاستمداران دولتی پس از رسوایی عفو ریاست جمهوری کاتالین نواک، مورد توجه قرار گرفت. در فوریه ۲۰۲۴، پتر صدای ضبط شده همسرش را که مخفیانه و بدون اطلاع یا رضایت همسرش ضبط کرده بود، منتشر کرد که در آن فاش شد که رئیس‌جمهور مجارستان، کاتالین نواک، در آوریل ۲۰۲۳ به اندره کونیا (مجاری: Kónya Endre)، معاون مدیر یک خانه کودکان (مجتمع مسکونی مراقبت از کودکان) دولتی در نزدیکی بوداپست، عفو ریاست جمهوری اعطا کرده است. این معاون، کودکان را مجبور کرده بود تا سوءاستفاده جنسی توسط مافوق خود، یانوش واشارهی (مجاری: Vásárhelyi János)، مدیر خانه کودکان را پنهان کنند. این رسوایی منجر به اعتراضات ضد دولتی شد که خواستار استعفای نواک شدند. او این کار را در ۱۰ فوریه ۲۰۲۴ انجام داد. در همان روز، یودیت وارگا، همسر سابق مادیار و وزیر دادگستری سابق که عفو را امضا کرده بود، نیز استعفای خود را از مجلس ملی و نقش خود را به عنوان رهبر فهرست حزب فیدس در انتخابات پارلمان اروپا در ژوئن ۲۰۲۴ اعلام کرد.
ساعاتی پس از اعلام کناره‌گیری همسر سابقش از سیاست، مادیار با انتشار پستی در فیس‌بوک اعلام کرد که از سمت‌های خود در دو شرکت دولتی استعفا می‌دهد و کرسی خود در هیئت مدیره شرکت سوم، بانک ام‌بی‌اچ، را واگذار خواهد کرد. او نوشت که چند سال گذشته به او فهمانده است که ایده «مجارستان ملی، مستقل و بورژوا» که به عنوان هدف حکومت ویکتور اوربان اعلام شده بود، در واقع یک «محصول سیاسی» است که برای پنهان کردن فساد گسترده و انتقال ثروت به افراد دارای ارتباطات مناسب عمل می‌کند.
در هفته‌های بعد، مادیار مصاحبه‌های متعددی با پرخواننده‌ترین سازمان‌های خبری مجارستان، از جمله Partizán, Telex.hu و 444.hu انجام داد که در آن‌ها به شدت از دولت، به ویژه آنتال روگان، وزیر دفتر کابینه نخست‌وزیر، انتقاد کرد. او ادعا کرد که در دوران تصدی خود به عنوان رئیس وام دانشجویی ملی، مجبور شده بود در دعوت‌های عمومی برای مناقصه، افراد نزدیک به اوربان را ترجیح داده و حمایت کند. اولین مصاحبه او، که در آن ادعا کرد «چند خانواده نیمی از کشور را در اختیار دارند»، تا مارس ۲۰۲۴ بیش از دو میلیون بار مشاهده شده است.
مادیار در روزهای بعد به انتشار پست‌های انتقادی از چهره‌های مرتبط با دولت ادامه داد و ادعا کرد که افراد دوست یا مرتبط با نخست‌وزیر، مانند دامادش، ایشتوان تیبورتس، ثروت هنگفتی را در پشت صندوق‌های سهام خصوصی داخلی پنهان کرده‌اند. در ۱۵ مارس ۲۰۲۴، او تجمعی با حضور ده‌ها هزار نفر در بوداپست برگزار کرد که در آن تشکیل یک حزب سیاسی جدید را اعلام کرد. طبق نظرسنجی انجام شده در آن ماه، حدود ۱۵ درصد از رأی‌دهندگان ادعا کردند که اگر مادیار نامزد شود، «مطمئن یا بسیار محتمل» هستند که به او رأی دهند.

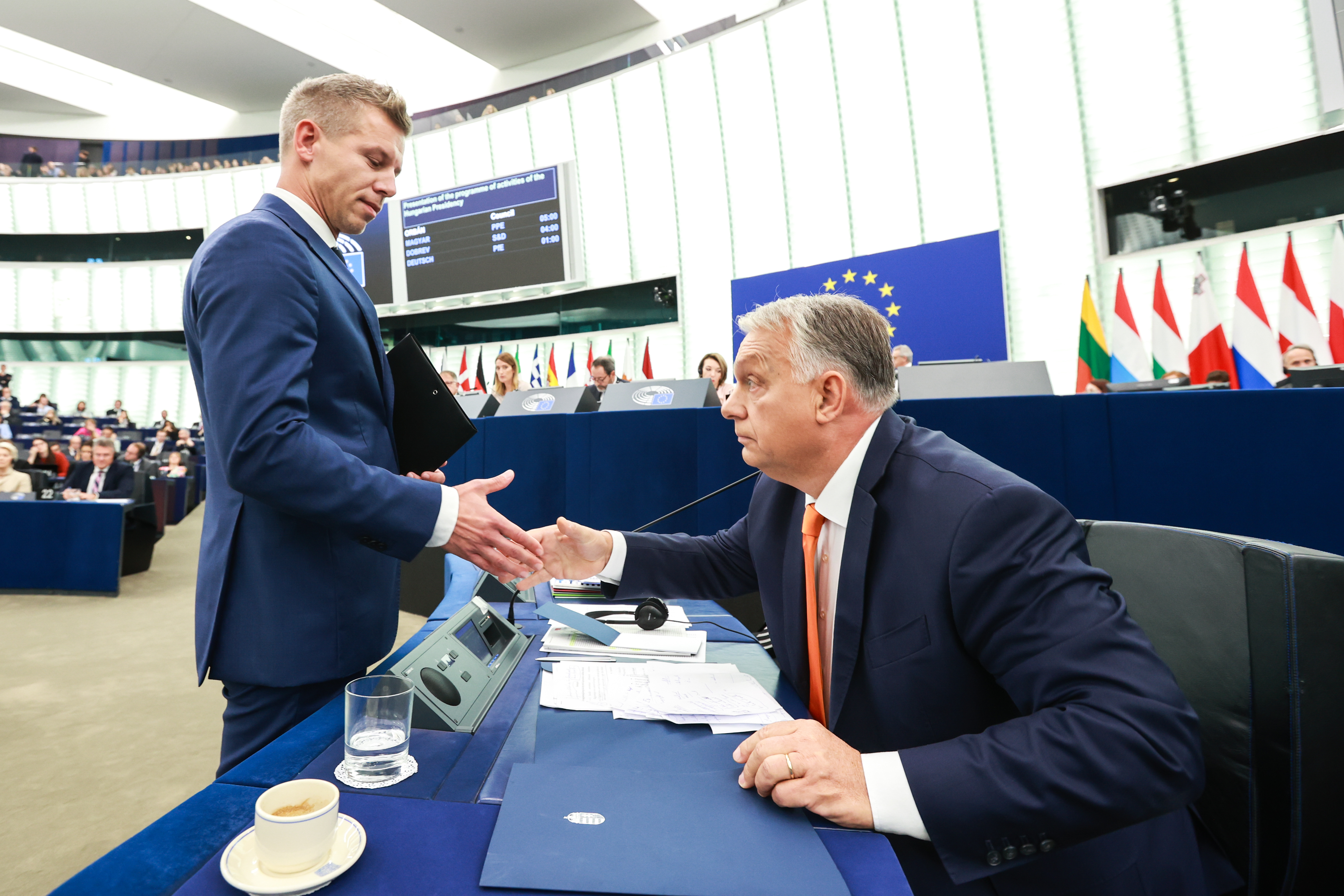
مادیار و نخست‌وزیر ویکتور اوربان در سال ۲۰۲۴

در ۶ آوریل ۲۰۲۴، مادیار دومین تظاهرات علیه دولت را ترتیب داد و به آنچه که او «سیستم فئودالی» می‌نامد و نیاز به برچیدن دارد، اشاره کرد. صدها هزار معترض در این تظاهرات شرکت کردند. اندیشکده مگافون (مجاری: Megafon) که توسط دولت حمایت می‌شود، در هفته‌های منتهی به این تجمع، ۱۱۷ میلیون فورینت مجارستان را صرف یک کمپین تبلیغاتی علیه مادیار در فیس‌بوک کرد.

### حزب تیسا
مادیار برای شرکت در انتخابات پارلمان اروپا در سال ۲۰۲۴ به حزب تیسا پیوست. مادیار تصمیم گرفت تا رهبری حزب کوچک‌تر را به جای تأسیس یک حزب جدید بر عهده بگیرد تا بر محدودیت‌های زمانی و مشکلات اداری احتمالی غلبه کند.

## پرونده شادل-فولنر

### ارائه شواهد
در ۲۰ مارس ۲۰۲۴، مادیار چندین ساعت در دفتر دادستانی متروپولیتن در مورد پرونده فساد مالی جنجالی مربوط به رئیس دادگاه، دیوردی شادل, در مورد رشوه پرداخت شده به پال فولنر، وزیر سابق دادگستری شهادت داد. اندکی پس از شهادتش، او به مطبوعات اعلام کرد که به صورت ضبط‌های صوتی مدرکی دارد که نشان می‌دهد وزیر کابینه، آنتال روگان یا همکارانش، اسناد این پرونده را دستکاری کرده‌اند تا شواهدی را که می‌توانست روگان را متهم کند، پنهان کنند. چند روز بعد، او در یک پست فیسبوکی قول داد که این ضبط‌ها را ساعت ۹ صبح روز ۲۶ مارس ۲۰۲۴، تاریخ انتصاب بعدی‌اش برای شهادت و ارائه شواهد به دادستان‌ها، منتشر کند. او نوشت که به محض وقوع این اتفاق، دادستان کل پتر پولت (مجاری: Polt Péter) و همچنین کل دولت اوربان چاره‌ای جز استعفا نخواهند داشت. در ۲۶ مارس، مادیار این ضبط را برای عموم منتشر کرد. این ضبط شامل یک گفتگوی دو دقیقه‌ای بین او و همسر سابقش یودیت وارگا در مورد پرونده فساد شادل-فولنر است. اظهارات وارگا، روگان را به دستکاری شواهد با حذف نام خود و/یا همکارانش از اسناد مرتبط با پرونده متهم می‌کند. او فایل صوتی را به دادستان‌ها تحویل داده است.

## زندگی شخصی
مادیار در ۱۶ مارس ۱۹۸۱ در بوداپست، مجارستان متولد شد. او عضو سابق فیدس، حزب پوپولیست راست‌گرا است که از سال ۲۰۱۰ بر مجارستان حکومت می‌کند.
خانواده او در سیاست مجارستان چهره‌های برجسته‌ای هستند، از جمله یک قاضی و یک رئیس‌جمهور سابق. پدربزرگش پال اروش قاضی بود که مجری یک برنامه تلویزیونی محبوب در مورد امور حقوقی بود. عموی بزرگ او، فرنتس مادل، از سال ۲۰۰۰ تا ۲۰۰۵ رئیس‌جمهور مجارستان بود و مادرش در قوه قضائیه کار می‌کرد.
در ژوئیه ۲۰۲۵، به دلیل قانونی که توسط دولت فیدس تصویب شد، مادیار مجبور شد تمام دارایی‌های خود را به‌طور عمومی اعلام کند. این قانون نشان داد که مادیار صاحب چهار قطعه زمین (دو آپارتمان، یک گاراژ و یک قطعه زمین خالی) و ۸۶٫۴ میلیون فورینت (۲۵۳۰۰۰ دلار آمریکا تا ژوئیه ۲۰۲۵) سرمایه‌گذاری، پس‌انداز و پول نقد است.